# Анояпітек
Анойяпітек — «мавпа з Аною». Рід приматів з парвотряду Вузьконосі (Catarrhini), який розглядають у складі надродини Людиноподібні.
Жила в Європі (Іспанія) 11,9 млн років тому.

## Видовий склад
Видомий один вид — Anoiapithecus brevirostris (IPS43000, Люк-Lluc).
Назва роду походить від річки Аною в Каталонії.
Анойяпітек був знайдений у 2005 ріку в містечку Піерола (округ Аною, Каталонія), де до цього був виявлений піеролапітек (Pierolapithecus catalaunicus, Пау, 13 млн років тому).

## Родинні стосунки
Першовідкривач анойяпітека, палеонтолог Сальвадор Мойя Сола з Каталонського інституту палеонтології в Барселоні, оголосив його останнім спільним предком орангутанів, горили, шимпанзе, бонобо і людей.

## Класифікація
- Ряд примати, Order Primates
  - Підряд Гаплорінові (Сухоносі), Suborder Haplorhini
    - Інфраряд Мавпоподібні, Infraorder Simiiformes
      - Парворяд Вузьконосі, Parvorder Catarrhina
        - Надродина Людиноподібні, або гоміноїди
          - † Рід Анойяпітек (Anoiapithecus)
            - † Вид Anoiapithecus brevirostris